# Otumba quadrata
Otumba quadrata är en insektsart som beskrevs av Hancock, J.L. 1907. Otumba quadrata ingår i släktet Otumba och familjen torngräshoppor. Inga underarter finns listade i Catalogue of Life.